# Alec Kann
Alec Kann (Decatur, 8 augustus 1990) is een Amerikaans profvoetballer die dienstdoet als doelman. Hij verruilde in 2013 Charleston Battery voor Chicago Fire.

## Clubcarrière
Kann tekende op 19 maart 2013 bij Chicago Fire, nadat hij het voorgaande seizoen met Charleston Battery in de USL Pro had gespeeld. Op 6 juni 2014 werd hij verhuurd aan Charlotte Eagles.